# Obúlcula
El yacimiento arqueológico de Obúlcula se sitúa en el lugar denominado Castillo de la Monclova, en el término municipal de Fuentes de Andalucía (provincia de Sevilla, España). 

## Historia
Se trata de una elevación artificial amesetada de forma circular bordeado por un talud de tierra que formaba parte del sistema defensivo de la ciudad que tiene su origen en un bronce final más o menos reciente, y que tras el impacto de la colonización fenicia, tiene un importante desarrollo en época ibérica y su apogeo durante el Imperio romano. Estos mil años de ocupación se reflejan en una potencia estratigráfica que en algunas partes del yacimiento puede ser superior a los cuatro metros.
Obúlcula fue una ciudad turdetana y posteriormente romana ampliamente mencionada por los historiadores y geógrafos de la antigüedad. Según Ptolomeo, el nombre de Obúlcula proviene de la ciudad turdulo-romana de Obvlco/Ibolca y significaría "La Pequeña Obulco".
Situada en la fértil campiña sevillana, su desarrollo hay que ponerlo en relación con la explotación agrícola y, principalmente, con su ubicación en el cruce de dos importantes caminos: La vía Augusta, que atraviesa toda Andalucía occidental, y el camino de Fuentes de Andalucía a Palma del Río, que pone en contacto la Campiña con el Guadalquivir y la Sierra Norte. 